# جوزيه فونتي
جوزيه ميغيل دا روتشا فونتي ((بالإنجليزية: José Miguel da Rocha Fonte)؛ مواليد 22 ديسمبر 1983) لاعب كرة قدم برتغالي يجيد اللعب في مركز قلب الدفاع ويلعب حالياً مع نادي ليل الفرنسي ومنتخب البرتغال.وقد حقق مع منتخبه يورو ضد فرنسا في عام 2016

## روابط خارجية
- جوزيه فونتي على موقع الاتحاد الدولي (مؤرشف)  (الإنجليزية)
- جوزيه فونتي على موقع الاتحاد الأوربي (الإنجليزية)
- جوزيه فونتي على موقع قاعدة بيانات كرة القدم.إي يو (الإنجليزية)
- جوزيه فونتي على موقع ليكيب (الفرنسية)
- جوزيه فونتي على موقع ناشيونال فوتبول تيمز (الإنجليزية)
- جوزيه فونتي على موقع Soccerbase.com (لاعب) (الإنجليزية)
- جوزيه فونتي على موقع Soccerway.com (الإنجليزية)
- جوزيه فونتي على موقع عالم كرة القدم.نت (الإنجليزية)
- جوزيه فونتي على موقع AS.com (الإسبانية)